# Craig Bierko
Craig Philip Bierko (ur. 18 sierpnia 1964 w Rye Brook) – amerykański aktor teatralny, filmowy i telewizyjny oraz piosenkarz pochodzenia polskiego (nazwisko „Bierko” jest polskie) i żydowskiego.

## Życiorys

### Wczesne lata
Urodził się w Rye Brook w stanie Nowy Jork w katolickiej rodzinie jako młodszy syn Żydówki Pat (z domu Distillator) i biznesmena Rexa Bierko (ur. 1936). Wychowywał się ze starszym bratem Scottem (ur. 1962). Jego rodzice byli związani z Harrison Players w nowojorskim Westchester County, gdzie w 1974 wystąpił w spektaklu Gypsy.
Studiował dziennikarstwo w School of Public Communications na Uniwersytecie Bostońskim, w 1986 roku ukończył School of Speech at Uniwersytecie Northwestern.

### Kariera
Debiutował na ekranie rolą popularnego studenta szkoły średniej w dramacie Love Note (1987). W 1989 roku zagrał w musicalu Claude-Michela Schönberga Les Misérables (na podstawie powieści Victora Hugo, Nędznicy). Następnie trafił na mały ekran w roli Grega w operze mydlanej CBS Żar młodości (1989), jako rozdrażniony prawnik w sitcomie CBS Sydney (1990) oraz jako kiepski ekologiczny terrorysta w sitcomie CBS Murphy Brown (1990) z Candice Bergen.
Pojawił się w filmowej produkcji wideo Victimless Crime (1990), sitcomie NBC Na szczytach władzy (The Power That Be'', 1992) u boku Johna Forsytha i Josepha Gordona-Levitta oraz telewizyjnej adaptacji powieści Danielle Steel NBC Gwiazda (Star, 1993) u boku Jennie Garth. W 1994 wziął nawet udział w przesłuchaniu, by zagrać Chandlera w kultowym sitcomie NBC Przyjaciele. Bierko dostał propozycję angażu, ale odmówił, a ostatecznie rolę otrzymał Matthew Perry.
Zagrał czarny charakter w dreszczowcu Długi pocałunek na dobranoc (1996) z Geeną Davis i Samuelem L. Jacksonem, thrillerze Trzynaste piętro (1999), serialu Ally McBeal (2000), serialu HBO Seks w wielkim mieście (2001), serialu NBC Prawo i porządek (2003), dramacie Rona Howarda Człowiek ringu (2005) w roli boksera Maksa Baera oraz serialu Orły z Bostonu (2006) i komedii Straszny film 4 (2006), gdzie zaśpiewał piosenkę „Badd”.
Jest laureatem nagrody Theatre World Award 2000. Wystąpił na Broadwayu w musicalu Thou Shall Not (2001) wg powieści Émile Zoli Teresa Raquin i Matilda the Musical (2013).
W pierwszej odsłonie serii online Kąpiel z Bierko (Bathing with Bierko, 2008) wystąpił z Johnem Malkovichem.

### Życie prywatne
Spotykał się z Charlize Theron (1996–1998), Gretchen Mol (1998–2000), Janeane Garofalo (1999–2000) oraz Meg Ryan (2002).

## Filmografia

### Filmy fabularne
- 1987: Love Note jako Craig Johnson
- 1991: Victimless Crime
- 1993: Gwiazda (Star) jako Spencer Hill (film telewizyjny)
- 1996: Długi pocałunek na dobranoc jako Timothy
- 1997: Dopóki tam byłaś (Til There Was You) jako Jon Hass
- 1998: Kwaśne winogrona jako Richie Maxwell
- 1998: Las Vegas Parano jako Lacerda
- 1999: Wielki powrót (The Suburbans) jako Mitch
- 1999: Trzynaste piętro jako Douglas Hall, John Ferguson, David
- 2001: Kate i Leopold jako aktor w reklamie
- 2002: Randka z Lucy jako Peter
- 2003: Dickie Roberts: Kiedyś gwiazda jako George Finney
- 2005: Człowiek ringu jako bokser Max Baer
- 2006: Radosne Purim jako gospodarz talk show
- 2006: Straszny film 4 jako Tom
- 2011: Zamiana ciał jako Valtan
- 2012: Głupi, głupszy, najgłupszy jako Mac
- 2013: Więcej niż słowa jako Eddie Stolzenberg

### Seriale TV
- 1989: Żar młodości jako Greg
- 1990: Sydney jako Matt Keating
- 1990: Skrzydła jako Matt Sargent
- 1990: Murphy Brown jako Alex
- 1992: Na szczytach władzy jako Joe Bowman
- 2000: Ally McBeal jako Dennis Martin
- 2001: Seks w wielkim mieście jako Ray King
- 2003: Prawo i porządek: sekcja specjalna jako zastępca szeryfa Andy Eckerson
- 2006–2007: Orły z Bostonu jako Jeffrey Coho
- 2007: Bez skazy jako Bob Easton
- 2008: Single z odzysku jako Jack „Gator” Gately
- 2009: Wariackie przypadki
- 2010: Żona idealna jako Duke Roscoe
- 2010: Układy jako Terry Brooke
- 2010: Wirtualna liga jako Craig O’Connor
- 2011: Nie ma lekko jako Ray Santino
- 2011: Easy to Assemble jako Jebedehia Bateman
- 2011: Mentalista jako Doc Dugan
- 2012, 2014: Rozpalić Cleveland jako Donald
- 2012: Elementary jako Jim Fowkes
- 2013: Anatomia prawdy jako dr Derrick Malcolm
- 2013: Unforgettable: Zapisane w pamięci jako Marco Lantini
- 2013: Unreal: telewizja kłamie jako Chet Wilton
- 2013–2014: The Michael J. Fox Show jako Bill